# Liste der Monuments historiques in Archiac
Die Liste der Monuments historiques in Archiac führt die Monuments historiques in der französischen Gemeinde Archiac auf.

## Liste der Objekte
| Bezeichnung                              | Beschreibung                        | Standort                       | Kennzeichnung | Schutzstatus | Datum | Bild |
| ---------------------------------------- | ----------------------------------- | ------------------------------ | ------------- | ------------ | ----- | ---- |
| Kelch Nr. 2                              | Silber, vergoldet, 1838             | in der Kirche St-Pierre (Lage) | PM17001653    | Inscrit      | 1989  |      |
| Tafel                                    | Kupfer, emailliert, 18. Jahrhundert | in der Kirche St-Pierre (Lage) | PM17001127    | Inscrit      | 1980  |      |
| Skulptur: Kopf eines Bischofs            | Stein, Mittelalter                  | in der Kirche St-Pierre (Lage) | PM17000628    | Classé       | 1994  |      |
| Weihwasserbecken                         | Stein, 18. Jahrhundert              | in der Kirche St-Pierre (Lage) | PM17000916    | Inscrit      | 1976  |      |
| Kelch Nr. 1                              | Silber, vergoldet, 1838             | in der Kirche St-Pierre (Lage) | PM17001652    | Inscrit      | 1989  |      |
| Vier Kerzenständer                       | Bronze, 17. Jahrhundert             | in der Kirche St-Pierre (Lage) | PM17001654    | Inscrit      | 1989  |      |
| Tafel mit der heiligen Therese von Avila | Email, 18. Jahrhundert              | in der Kirche St-Pierre (Lage) | PM17001128    | Inscrit      | 1980  |      |
| Tafel mit der heiligen Martha            | Email, 18. Jahrhundert              | in der Kirche St-Pierre (Lage) | PM17001129    | Inscrit      | 1980  |      |
| Ölgemälde Mariä Himmelfahrt              | 19. Jahrhundert                     | in der Kirche St-Pierre (Lage) | PM17001651    | Inscrit      | 1989  |      |